# Châtillon-sur-Thouet
Pour les articles homonymes, voir Châtillon.
Châtillon-sur-Thouet est une commune du Centre-Ouest de la France située dans le département des Deux-Sèvres en région Nouvelle-Aquitaine.

## Géographie
Commune de l'agglomération de Parthenay.

### Localisation et communes limitrophes
Châtillon-sur-Thouet est limitrophe de sept autres communes. Au nord, le territoire communal n'est distant que d'environ 300 mètres de la commune de Lageon.
| Adilly               | Amailloux, Viennay   |             |
| Saint-Aubin-le-Cloud | Châtillon-sur-Thouet | La Peyratte |
| Le Tallud            | Parthenay            |             |

### Climat
Pour des articles plus généraux, voir Climat de la Nouvelle-Aquitaine et Climat des Deux-Sèvres.
Historiquement, la commune est exposée à un climat océanique du nord-ouest.  
En 2020, Météo-France publie une typologie des climats de la France métropolitaine dans laquelle la commune est exposée à un climat océanique et est dans la région climatique Poitou-Charentes, caractérisée par un bon ensoleillement, particulièrement en été et des vents modérés.
Pour la période 1971-2000, la température annuelle moyenne est de 11,5 °C, avec une amplitude thermique annuelle de 14,9 °C. Le cumul annuel moyen de précipitations est de 844 mm, avec 12,6 jours de précipitations en janvier et 7,1 jours en juillet. Pour la période 1991-2020, la température moyenne annuelle observée sur la station météorologique la plus proche, située sur la commune de Parthenay à 2 km à vol d'oiseau, est de 12,3 °C et le cumul annuel moyen de précipitations est de 830,6 mm,. Pour l'avenir, les paramètres climatiques de la commune estimés pour 2050 selon différents scénarios d’émission de gaz à effet de serre sont consultables sur un site dédié publié par Météo-France en novembre 2022.

## Urbanisme

### Typologie
Au 1er janvier 2024, Châtillon-sur-Thouet est catégorisée petite ville, selon la nouvelle grille communale de densité à sept niveaux définie par l'Insee en 2022.
Elle appartient à l'unité urbaine de Parthenay, une agglomération intra-départementale regroupant cinq  communes, dont elle est une commune de la banlieue,,. Par ailleurs la commune fait partie de l'aire d'attraction de Parthenay, dont elle est une commune du pôle principal,. Cette aire, qui regroupe 26 communes, est catégorisée dans les aires de moins de 50 000 habitants,.

### Occupation des sols
L'occupation des sols de la commune, telle qu'elle ressort de la base de données européenne d’occupation biophysique des sols Corine Land Cover (CLC), est marquée par l'importance des territoires agricoles (76,9 % en 2018), en diminution par rapport à 1990 (80,8 %). La répartition détaillée en 2018 est la suivante : 
prairies (39,2 %), zones agricoles hétérogènes (33,7 %), zones urbanisées (12,7 %), zones industrielles ou commerciales et réseaux de communication (8,5 %), terres arables (4 %), forêts (1,9 %), cultures permanentes (0,1 %). L'évolution de l’occupation des sols de la commune et de ses infrastructures peut être observée sur les différentes représentations cartographiques du territoire : la carte de Cassini (XVIIIe siècle), la carte d'état-major (1820-1866) et les cartes ou photos aériennes de l'IGN pour la période actuelle (1950 à aujourd'hui).

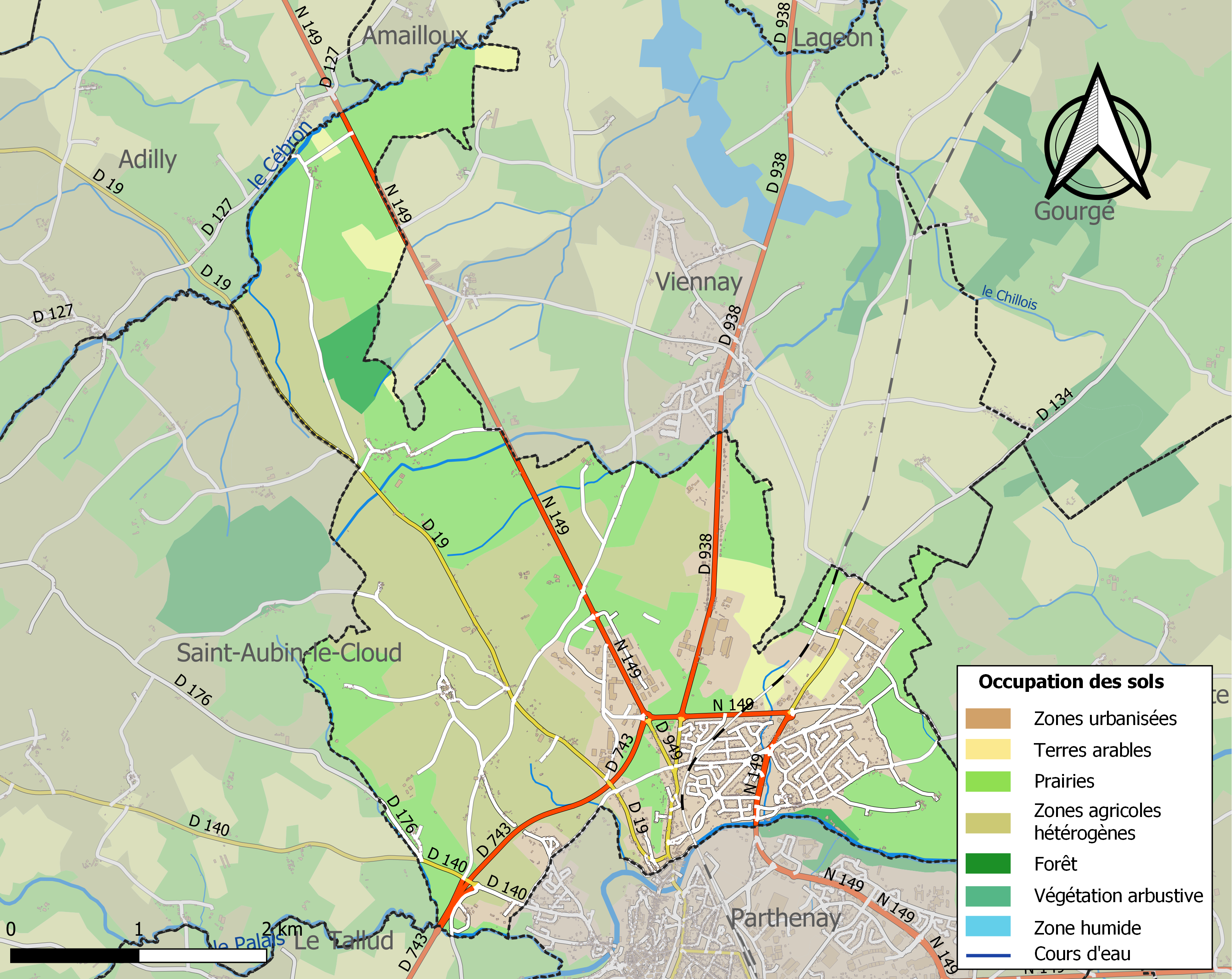
Carte des infrastructures et de l'occupation des sols de la commune en 2018 (CLC).

### Risques majeurs
Le territoire de la commune de Châtillon-sur-Thouet est vulnérable à différents aléas naturels : météorologiques (tempête, orage, neige, grand froid, canicule ou sécheresse), inondations, mouvements de terrains et séisme (sismicité modérée). Il est également exposé à un risque technologique,  le transport de matières dangereuses, et à un risque particulier : le risque de radon. Un site publié par le BRGM permet d'évaluer simplement et rapidement les risques d'un bien localisé soit par son adresse soit par le numéro de sa parcelle.

#### Risques naturels
Certaines parties du territoire communal sont susceptibles d’être affectées par le risque d’inondation par débordement de cours d'eau, notamment le Thouet, le Palais et le Cébron. La commune a été reconnue en état de catastrophe naturelle au titre des dommages causés par les inondations et coulées de boue survenues en 1982, 1983, 1992, 1995, 1999, 2010, 2011 et 2018,. Le risque inondation est pris en compte dans l'aménagement du territoire de la commune par le biais du plan de prévention des risques inondation (PPRI) de la « Vallée du Thouet », approuvé le 13 novembre 2008, dont le périmètre regroupe 22 communes.

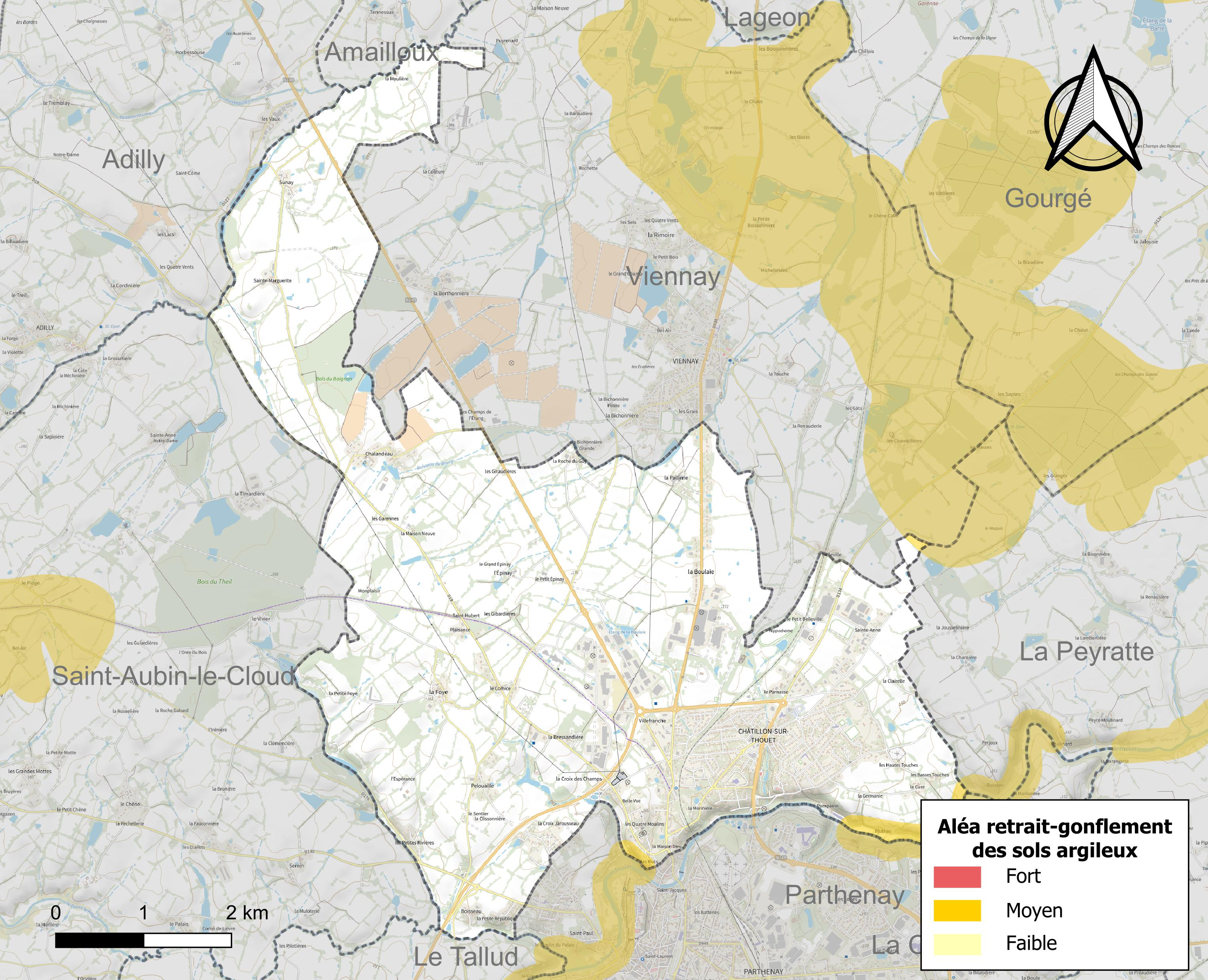
Carte des zones d'aléa retrait-gonflement des sols argileux de Châtillon-sur-Thouet.

Les mouvements de terrains susceptibles de se produire sur la commune sont des tassements différentiels. Le retrait-gonflement des sols argileux est susceptible d'engendrer des dommages importants aux bâtiments en cas d’alternance de périodes de sécheresse et de pluie. 1,6 % de la superficie communale est en aléa moyen ou fort (54,9 % au niveau départemental et 48,5 % au niveau national). Depuis le 1er octobre 2020, en application de la loi ELAN, différentes contraintes s'imposent aux vendeurs, maîtres d'ouvrages ou constructeurs de biens situés dans une zone classée en aléa moyen ou fort,.
La commune a été reconnue en état de catastrophe naturelle au titre des dommages causés par la sécheresse en 1996 et 2009 et par des mouvements de terrain en 1999 et 2010.

#### Risque particulier
Dans plusieurs parties du territoire national, le radon, accumulé dans certains logements ou autres locaux, peut constituer une source significative d’exposition de la population aux rayonnements ionisants. Selon la classification de 2018, la commune de Châtillon-sur-Thouet est classée en zone 3, à savoir zone à potentiel radon significatif.

## Toponymie
Le mot châtillon serait un dérivé, sans doute mérovingien, du bas latin castellum, diminutif de castrum, accompagné du suffixe -ionem. Castrum désigne d’abord tous les types de forteresse, depuis le simple donjon jusqu’à l’enceinte urbaine, puis se spécialise dans le sens de « château fort » et se réduit ensuite à celui de « grande maison de plaisance ».

## Politique et administration

### Liste des maires
| Période                                  | Période          | Identité           | Étiquette | Qualité |
| ---------------------------------------- | ---------------- | ------------------ | --------- | --- |
| Les données manquantes sont à compléter. |                  |                    |           | |
| 1791                                     | 1796             | René Garsuault     |           | Syndic de la paroisse |
| août 1870                                | 1886 (démission) | Augustin Bardet    |           | Directeur associé de la filature de Pompairin |
| Les données manquantes sont à compléter. |                  |                    |           | |
| 1945                                     | mars 1983        | Bernard Collon     |           | |
| mars 1983                                | mars 2001        | Jean Pineau        | UDF       | Directeur au Crédit agricole mutuel Député de la 2e circonscription des Deux-Sèvres (1978 → 1981) Conseiller général du canton de Parthenay (1979 → 1994) |
| mars 2001                                | mars 2008        | Maurice Pastureau  | DVD       | |
| mars 2008                                | mars 2014        | Claude Dieumegard  | UDI       | Cadre technico-commercial retraité |
| mars 2014                                | 25 mai 2020      | Jean-Michel Morin  | UDI       | Entrepreneur en bâtiments |
| 25 mai 2020                              | 28 mars 2022     | Claude Dieumegard, |           | Cadre technico-commercial retraité Vice-président de la CC de Parthenay-Gâtine                                                                            |
| 28 mars 2022                             | En cours         | Marie-Noëlle Beau  |           | Adjointe de direction retraitée, ancienne adjointe 9e vice-présidente de la CC de Parthenay-Gâtine                                                        |

## Population et société

### Démographie
L'évolution du nombre d'habitants est connue à travers les recensements de la population effectués dans la commune depuis 1793. Pour les communes de moins de 10 000 habitants, une enquête de recensement portant sur toute la population est réalisée tous les cinq ans, les populations de référence des années intermédiaires étant quant à elles estimées par interpolation ou extrapolation. Pour la commune, le premier recensement exhaustif entrant dans le cadre du nouveau dispositif a été réalisé en 2004.

En 2022, la commune comptait 2 675 habitants, en évolution de −0,48 % par rapport à 2016 (Deux-Sèvres : +0,18 %, France hors Mayotte : +2,11 %).
| 1793 | 1800 | 1806 | 1821 | 1831 | 1836 | 1841 | 1846 | 1851 |
| ---- | ---- | ---- | ---- | ---- | ---- | ---- | ---- | ---- |
| 386  | 347  | 291  | 425  | 443  | 492  | 515  | 597  | 577  |

| 1856 | 1861 | 1866 | 1872 | 1876 | 1881 | 1886 | 1891 | 1896 |
| ---- | ---- | ---- | ---- | ---- | ---- | ---- | ---- | ---- |
| 643  | 627  | 650  | 702  | 722  | 784  | 844  | 866  | 845  |

| 1901 | 1906 | 1911 | 1921 | 1926 | 1931 | 1936 | 1946 | 1954 |
| ---- | ---- | ---- | ---- | ---- | ---- | ---- | ---- | ---- |
| 811  | 794  | 738  | 703  | 688  | 705  | 712  | 682  | 727  |

| 1962 | 1968  | 1975  | 1982  | 1990  | 1999  | 2004  | 2006  | 2009  |
| ---- | ----- | ----- | ----- | ----- | ----- | ----- | ----- | ----- |
| 898  | 1 306 | 2 323 | 2 874 | 2 769 | 2 727 | 2 872 | 2 865 | 2 814 |

| 2014  | 2019  | 2022  | - | - | - | - | - | - |
| ----- | ----- | ----- | - | - | - | - | - | - |
| 2 709 | 2 678 | 2 675 | - | - | - | - | - | - |

## Économie
- Sovam

## Lieux et monuments
- Maison-Dieu de Châtillon-sur-Thouet. L'édifice a été classé au titre des monuments historique en 1924[33].
- Église Saint-Pierre de Châtillon-sur-Thouet.

## Personnalités liées à la commune
- Jacques Durand, fondateur de la marque automobile artisanale Jidé, construit les voitures dans un atelier situé à Châtillon de 1969 à 1973 avant de vendre la marque.